# Еуґенюв
Еуґенюв (пол. Eugeniów) — село в Польщі, у гміні Сенно Ліпського повіту Мазовецького воєводства.
Населення — 309 осіб (2011).
У 1975-1998 роках село належало до Радомського воєводства.

## Демографія
Демографічна структура станом на 31 березня 2011 року:
|          | Загалом | Допрацездатний вік | Працездатний вік | Постпрацездатний вік |
| -------- | ------- | ------------------ | ---------------- | -------------------- |
| Чоловіки | 150     | 32                 | 99               | 19                   |
| Жінки    | 159     | 42                 | 79               | 38                   |
| Разом    | 309     | 74                 | 178              | 57                   |